# Pseudopanurgus concinnus
Pseudopanurgus concinnus är en biart som först beskrevs av Fox 1894.  Pseudopanurgus concinnus ingår i släktet Pseudopanurgus och familjen grävbin. Inga underarter finns listade i Catalogue of Life.